# Антоновка (Кармаскалинський район)
Анто́новка (рос. Антоновка, башк. Антоновка) — присілок у складі Кармаскалинського району Башкортостану, Росія. Входить до складу Єфремкинської сільської ради.
Населення — 238 осіб (2010; 222 в 2002).
Національний склад:
- чуваші — 91 %